# Xã Cooper, Quận Sangamon, Illinois
Xã Cooper (tiếng Anh: Cooper Township) là một xã thuộc quận Sangamon, tiểu bang Illinois, Hoa Kỳ. Năm 2010, dân số của xã này là 893 người.